# Brandt Mle 1935
Aruncătorul Brandt Mle 1935 (franceză Mortier de 60 mm Mle 1935) a fost un aruncător de mine la nivel de companie al armatei franceze în timpul celui de-al Doilea Război Mondial. Proiectat de către Edgar Brandt, a fost fabricat sub licență în Statele Unite ale Americii, China și Regatul României. Aruncătorul a continuat să fie folosit și după război de armata franceză până în anii 1960.

## Istorie
Aruncătorul Brandt Mle 1935 era o armă simplă și eficientă care consta într-o țeavă lisă fixată de o placă de bază dreptunghiulară (pentru a absorbi reculul) și un afet bipied. Piesa era deservită de cinci soldați (la nevoie de trei), iar tragerea se executa de obicei prin ochire directă. Arma era dotată cu un sistem de percuție prin cădere liberă. Un regiment de infanterie francez avea în anul 1940 câte 200 de bombe (de 1,33 sau 2,2 kilograme) pentru fiecare din cele nouă aruncătoare Model 1935. Brandt Mle 1935 a fixat un model pentru celălalte aruncătoare ușoare de mine din epoca respectivă. Armata americană a achiziționat licența pentru acest mortier și l-a fabricat sub denumirea M2  începând cu anul 1940. Aruncătorul M2 a fost folosit inclusiv în Războiul din Vietnam. Armata germană a folosit exemplarele capturate sub denumirea 6-cm Granatwerfer 225(f). 

## Producție și utilizare în România

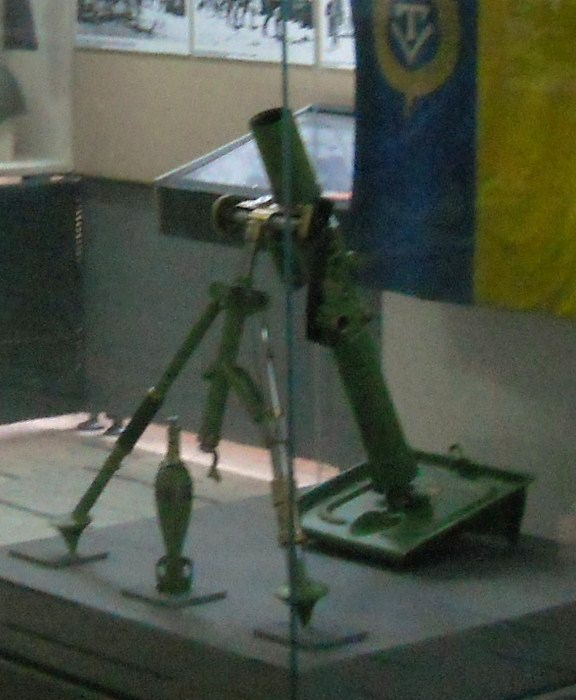
Aruncător Brandt 60 mm Mle 1935 expus la Muzeul Militar Național din București.

Regatul României a achiziționat înainte de începutul celui de-al Doilea Război Mondial 125 de mortiere Brandt Mle 1935 și licența pentru fabricarea altor 175 de exemplare în țară. Acestea au fost realizate la uzinele Voina din Brașov. În timpul celui de-al Doilea Război Mondial, uzinele Voina au continuat să fabrice aruncătoare Brandt Mle 1935, depășind numărul din contractul semnat cu uzinele Brandt din Franța pentru a suplini pierderile și pentru a dota corespunzător forțele armate române. Linia de producție a fost transferată către Regia Metalurgică, rata de producție a mortierelor fiind de 26 de exemplare pe lună în octombrie 1942.
Aruncătoarele Brandt de calibrul 60 mm erau repartizate batalioanelor de infanterie, vânători de munte și cavalerie. În anul 1942, fiecare regiment de infanterie avea câte 27 de aruncătoare Brandt Model 1935 (un pluton cu trei piese pentru fiecare companie). Într-un raport trimis Marelui Stat Major la data de 14 septembrie 1941, intitulat Învățămintele trase din operațiile executate de Armata a 3-a în războiul cu rușii (3 iulie - 10 septembrie 1941) era menționată următoarea precizare: 
 „aruncătoarele de cal. 60 și 81,4 mm sunt niște arme mult mai bune decât ale adversarului. Efectele materiale și morale ale aruncătorului de 81,4 mm s-au dovedit a fi excepționale; cele ale aruncătorului de 60 mm însă n-au fost suficiente.”
Aruncătoarele Brandt Mle 1935 au fost utilizate și după război. Un exemplar este expus la Muzeul Militar Național „Regele Ferdinand I” din București.